# Ołeksandr Wołkow (ur. 1948)
Ołeksandr Mychajłowycz Wołkow, ukr. Олександр Михайлович Волков (ur. 30 kwietnia 1948 w miejscowości Werbeń) – ukraiński polityk, poseł do Rady Najwyższej III, IV i VII kadencji.

## Życiorys
W 1972 ukończył Kijowski Instytut Handlowo-Ekonomiczny. W latach 1999–2002 odbył studia prawnicze w Akademii Państwowej Służby Podatkowej Ukrainy. Uzyskał stopień kandydata nauk politycznych.
Był pracownikiem fizycznym, po studiach i służbie w armii zatrudniony w kompleksie agro-przemysłowym, awansując w jego strukturach. W latach 1989–1991 kierował przedsiębiorstwem produkcyjnym Dekor, następnie firmą BHB (do 1992), później do 1994 telekompanią Hrawis.
Należał do najbliższych współpracowników ukraińskiego prezydenta Łeonida Kuczmy. Był jego asystentem (1994–1998) i doradcą społecznym (1998–2000). W latach 1998–2006 sprawował mandat deputowanego z obwodu czernihowskiego, od 2000 do 2001 kierował radą partii Związek Demokratyczny. Wpływy polityczne w otoczeniu prezydenta i kreowanie w Radzie Najwyższej popierającej go większości przyniosły Ołeksandrowi Wołkowowi przydomek „dyrektora parlamentu”.
W okresie pomarańczowej rewolucji współpracował z Julią Tymoszenko, miał pozyskiwać fundusze od Borisa Bieriezowskiego. Dołączył do Batkiwszczyny, uchodził za jednego z wpływowych nieformalnych doradców liderki tego ugrupowania w okresie pełnienia przez nią funkcji premiera.
W latach 2012–2014 ponownie zasiadał w Radzie Najwyższej, mandat uzyskał w okręgu większościowym obwodu sumskiego jako kandydat niezależny. Wchodził w skład frakcji rządzącej Partii Regionów.

## Odznaczenia
- Order „Za zasługi” I klasy (2013), II klasy (2000), III klasy (1998)[1]